# Диди-Плеви
Диди-Плеви (груз. დიდი ფლევი) — село в Грузии. Находится в Хашурском муниципалитете края Шида-Картли. Высота над уровнем моря составляет 800 метров. Население — 390 человек (2014).